# نتایج تیم ملی فوتبال ارمنستان (۱۹–۲۰۱۰)
این مقاله دربارهٔ جزئیات مسابقات و نتایج تیم ملی فوتبال ارمنستان در دهه ۲۰۱۰ میلادی می‌باشد.

## ۲۰۱۰
| تاریخ          | مسابقات                             | مکان    | تیم میزبان              | گل زده | تیم میهمان                   | گلزنان تیم ملی ارمنستان               |
| -------------- | ----------------------------------- | ------- | ----------------------- | ------ | ---------------------------- | ------------------------------------- |
| ۳ مارس ۲۰۱۰    | بازی دوستانه                        | آنتالیا | تیم ملی فوتبال ارمنستان | ۱:۳    | تیم ملی فوتبال بلاروس        | لوون پاچاجیان                         |
| ۲۵ مه ۲۰۱۰     | بازی دوستانه                        | ایروان  | تیم ملی فوتبال ارمنستان | ۳:۱    | تیم ملی فوتبال ازبکستان      | هنریخ مخیتاریان، ادگار مانوچاریان (۲) |
| ۱۱ اوت ۲۰۱۰    | بازی دوستانه                        | ایروان  | تیم ملی فوتبال ارمنستان | ۱:۳    | تیم ملی فوتبال ایران         | آقوان مکرتچیان                        |
| ۳ سپتامبر ۲۰۱۰ | مرحله مقدماتی جام جهانی فوتبال ۲۰۱۴ | ایروان  | تیم ملی فوتبال ارمنستان | ۰:۱    | تیم ملی فوتبال جمهوری ایرلند |                                       |
| ۷ سپتامبر ۲۰۱۰ | مرحله مقدماتی جام جهانی فوتبال ۲۰۱۴ | اسکوپیه | تیم ملی فوتبال مقدونیه  | ۲:۲    | تیم ملی فوتبال ارمنستان      | یورا موسیسیان، ادگار مانوچاریان       |
| ۸ اکتبر ۲۰۱۰   | مرحله مقدماتی جام جهانی فوتبال ۲۰۱۴ | ایروان  | تیم ملی فوتبال ارمنستان | ۳:۱    | تیم ملی فوتبال اسلواکی       |                                       |
| ۱۲ اکتبر ۲۰۱۱  | مرحله مقدماتی جام جهانی فوتبال ۲۰۱۴ | ایروان  | تیم ملی فوتبال ارمنستان | ۴:۰    | تیم ملی فوتبال آندورا        |                                       |

## ۲۰۱۱
| تاریخ          | رقابت                                      | مکان         | تیم میزبان                   | گل زده! تیم میهمان | گلزنان تیم ملی ارمنستان |  |
| -------------- | ------------------------------------------ | ------------ | ---------------------------- | ------------------ | ----------------------- |  |
| ۲۶ مارس ۲۰۱۱   | مرحله مقدماتی جام ملت‌های اروپا ۲۰۱۲ گروه B | ایروان       | تیم ملی فوتبال ارمنستان      | ۰:۰                | تیم ملی فوتبال روسیه    |  |
| ۲ سپتامبر ۲۰۱۱ | مرحله مقدماتی جام ملت‌های اروپا ۲۰۱۲ گروه B | سن پترزبورگ  | تیم ملی فوتبال روسیه         | ۳:۱                | تیم ملی فوتبال ارمنستان |  |
| ۲ سپتامبر ۲۰۱۱ | مرحله مقدماتی جام ملت‌های اروپا ۲۰۱۲ گروه B | آندورا لاولا | تیم ملی فوتبال آندورا        | ۰:۳                | تیم ملی فوتبال ارمنستان |  |
| ۶ سپتامبر ۲۰۱۱ | مرحله مقدماتی جام ملت‌های اروپا ۲۰۱۲ گروه B | ژیلینا       | تیم ملی فوتبال اسلواکی       | ۰:۴                | تیم ملی فوتبال ارمنستان |  |
| ۷ اکتبر ۲۰۱۱   | مرحله مقدماتی جام ملت‌های اروپا ۲۰۱۲ گروه B | ایروان       | تیم ملی فوتبال ارمنستان      | ۴:۱                | تیم ملی فوتبال مقدونیه  |  |
| ۱۱ اکتبر ۲۰۱۱  | مرحله مقدماتی جام ملت‌های اروپا ۲۰۱۲ گروه B | دوبلین       | تیم ملی فوتبال جمهوری ایرلند | ۲:۱                | تیم ملی فوتبال ارمنستان |  |

## ۲۰۱۲
| تاریخ           | رقابت                                              | مکان      | تیم میزبان               | گل زده! تیم میهمان | گلزنان تیم ملی ارمنستان |                                                                  |
| --------------- | -------------------------------------------------- | --------- | ------------------------ | ------------------ | ----------------------- | ---------------------------------------------------------------- |
| ۲۸ فوریه ۲۰۱۲   | بازی دوستانه                                       | لیماسول   | تیم ملی فوتبال صربستان   | ۲:۰                | تیم ملی فوتبال ارمنستان |                                                                  |
| ۲۹ فوریه ۲۰۱۲   | بازی دوستانه                                       | لیماسول   | تیم ملی فوتبال کانادا    | ۱:۳                | تیم ملی فوتبال ارمنستان | مارکوس پیزلی (۲), آراز اوزبیلیس                                  |
| ۳۱ مه ۲۰۱۲      | بازی دوستانه                                       | کوف‌اشتاین | تیم ملی فوتبال یونان     | ۱:۰                | تیم ملی فوتبال ارمنستان |                                                                  |
| ۵ ژوئن ۲۰۱۲     | بازی دوستانه                                       | ایروان    | تیم ملی فوتبال ارمنستان  | ۳:۰                | تیم ملی فوتبال قزاقستان | گئورگ قازاریان (۲), یورا موسیسیان                                |
| ۱۵ اوت ۲۰۱۲     | بازی دوستانه                                       | ایروان    | تیم ملی فوتبال ارمنستان  | ۱:۲                | تیم ملی فوتبال بلاروس   |                                                                  |
| ۷ سپتامبر ۲۰۱۲  | مرحله مقدماتی جام جهانی فوتبال ۲۰۱۴ – گروه B اروپا | آتارد     | تیم ملی فوتبال مالت      | ۰:۱                | تیم ملی فوتبال ارمنستان | آرتور سارکیسف                                                    |
| ۱۱ سپتامبر ۲۰۱۲ | مرحله مقدماتی جام جهانی فوتبال ۲۰۱۴ – گروه B اروپا | صوفیه     | تیم ملی فوتبال بلغارستان | ۱:۰                | تیم ملی فوتبال ارمنستان |                                                                  |
| ۱۲ اکتبر ۲۰۱۲   | مرحله مقدماتی جام جهانی فوتبال ۲۰۱۴ – گروه B اروپا | ایروان    | تیم ملی فوتبال ارمنستان  | ۱:۳                | تیم ملی فوتبال ایتالیا  | هنریخ مخیتاریان                                                  |
| ۱۴ نوامبر ۲۰۱۲  | بازی دوستانه                                       | ایروان    | تیم ملی فوتبال ارمنستان  | ۴:۲                | تیم ملی فوتبال لیتوانی  | ادگار مانوچاریان، کارلن مکردجیان، هنریخ مخیتاریان، آراز اوزبیلیس |

## ۲۰۱۳
| تاریخ           | رقابت                                              | مکان        | تیم میزبان                | گل زده | تیم میهمان               | گلزنان تیم ملی ارمنستان                           |
| --------------- | -------------------------------------------------- | ----------- | ------------------------- | ------ | ------------------------ | ------------------------------------------------- |
| ۵ فوریه ۲۰۱۳    | بازی دوستانه                                       | ولانس، دروم | تیم ملی فوتبال لوکزامبورگ | ۱:۱    | تیم ملی فوتبال ارمنستان  | ادگار مانوچاریان                                  |
| ۲۶ مارس ۲۰۱۳    | مرحله مقدماتی جام جهانی فوتبال ۲۰۱۴ – گروه B اروپا | ایروان      | تیم ملی فوتبال ارمنستان   | ۰:۳    | تیم ملی فوتبال جمهوری چک |                                                   |
| ۷ ژوئن ۲۰۱۳     | مرحله مقدماتی جام جهانی فوتبال ۲۰۱۴ – گروه B اروپا | ایروان      | تیم ملی فوتبال ارمنستان   | ۰:۱    | تیم ملی فوتبال مالت      |                                                   |
| ۱۱ ژوئن ۲۰۱۳    | مرحله مقدماتی جام جهانی فوتبال ۲۰۱۴ – گروه B اروپا | کپنهاگ      | تیم ملی فوتبال دانمارک    | ۰:۴    | تیم ملی فوتبال ارمنستان  | یورا موسیسیان (۲), آراز اوزبیلیس، هنریخ مخیتاریان |
| ۱۴ اوت ۲۰۱۳     | بازی دوستانه                                       | تیرانا      | تیم ملی فوتبال آلبانی     | ۲:۰    | تیم ملی فوتبال ارمنستان  |                                                   |
| ۶ سپتامبر ۲۰۱۳  | مرحله مقدماتی جام جهانی فوتبال ۲۰۱۴ – گروه B اروپا | پراگ        | تیم ملی فوتبال جمهوری چک  | ۱:۲    | تیم ملی فوتبال ارمنستان  | کارلن مکردجیان، گئورگ قازاریان                    |
| ۱۰ سپتامبر ۲۰۱۳ | مرحله مقدماتی جام جهانی فوتبال ۲۰۱۴ – گروه B اروپا | ایروان      | تیم ملی فوتبال ارمنستان   | ۰:۱    | تیم ملی فوتبال دانمارک   |                                                   |
| ۱۱ اکتبر ۲۰۱۳   | مرحله مقدماتی جام جهانی فوتبال ۲۰۱۴ – گروه B اروپا | ایروان      | تیم ملی فوتبال ارمنستان   | ۲:۱    | تیم ملی فوتبال بلغارستان | آراز اوزبیلیس، یورا موسیسیان                      |
| ۱۵ اکتبر ۲۰۱۳   | مرحله مقدماتی جام جهانی فوتبال ۲۰۱۴ – گروه B اروپا | ناپل        | تیم ملی فوتبال ایتالیا    | ۲:۲    | تیم ملی فوتبال ارمنستان  | یورا موسیسیان، هنریخ مخیتاریان                    |

## ۲۰۱۴
| تاریخ          | رقابت                                      | مکان                     | تیم میزبان              | گل زده! تیم میهمان | گلزنان تیم ملی ارمنستان |  |
| -------------- | ------------------------------------------ | ------------------------ | ----------------------- | ------------------ | ----------------------- |  |
| ۷ سپتامبر ۲۰۱۴ | مرحله مقدماتی جام ملت‌های اروپا ۲۰۱۶ گروه I | کپنهاگ                   | تیم ملی فوتبال دانمارک  | ۲:۱                | تیم ملی فوتبال ارمنستان |  |
| ۱۱ اکتبر ۲۰۱۴  | مرحله مقدماتی جام ملت‌های اروپا ۲۰۱۶ گروه I | ایروان                   | تیم ملی فوتبال ارمنستان | ۱:۱                | تیم ملی فوتبال صربستان  |  |
| ۱۴ اکتبر ۲۰۱۴  | بازی دوستانه                               | ایروان                   | تیم ملی فوتبال ارمنستان | ۰:۳                | تیم ملی فوتبال فرانسه   |  |
| ۱۴ نوامبر ۲۰۱۴ | مرحله مقدماتی جام ملت‌های اروپا ۲۰۱۶        | فارو (پرتغال)/لوله (شهر) | تیم ملی فوتبال پرتغال   | ۱:۰                | تیم ملی فوتبال ارمنستان |  |

## ۲۰۱۵
| تاریخ          | رقابت                                      | مکان     | تیم میزبان              | گل زده | تیم میهمان              | گلزنان تیم ملی ارمنستان |
| -------------- | ------------------------------------------ | -------- | ----------------------- | ------ | ----------------------- | ----------------------- |
| ۲۹ مارس ۲۰۱۵   | مرحله مقدماتی جام ملت‌های اروپا ۲۰۱۶ گروه I | الباسان  | تیم ملی فوتبال آلبانی   | ۲:۱    | Armenia                 |                         |
| ۱۳ ژوئن ۲۰۱۵   | مرحله مقدماتی جام ملت‌های اروپا ۲۰۱۶ گروه I | ایروان   | تیم ملی فوتبال ارمنستان | ۲:۳    | تیم ملی فوتبال پرتغال   |                         |
| ۴ سپتامبر ۲۰۱۵ | مرحله مقدماتی جام ملت‌های اروپا ۲۰۱۶ گروه I | نووی ساد | تیم ملی فوتبال صربستان  | ۲:۰    | تیم ملی فوتبال ارمنستان |                         |
| ۸ اکتبر ۲۰۱۵   | مرحله مقدماتی جام ملت‌های اروپا ۲۰۱۶ گروه I | ایروان   | تیم ملی فوتبال ارمنستان | ۰:۰    | تیم ملی فوتبال دانمارک  |                         |
| ۸ اکتبر ۲۰۱۵   | بازی دوستانه                               | نیس      | تیم ملی فوتبال فرانسه   | ۴–۰    | ارمنستان                |                         |
| ۱۱ اکتبر ۲۰۱۵  | مرحله مقدماتی جام ملت‌های اروپا ۲۰۱۶        | ایروان   | ارمنستان                | ۰–۳    | تیم ملی فوتبال آلبانی   |                         |

## ۲۰۱۶
| تاریخ          | رقابت                                              | مکان     | تیم میزبان                | گل زده | تیم میهمان               | گلزنان تیم ملی ارمنستان                                                                                        |
| -------------- | -------------------------------------------------- | -------- | ------------------------- | ------ | ------------------------ | --- |
| ۲۵ مارس ۲۰۱۶   | بازی دوستانه                                       | ایروان   | ارمنستان                  | ۰:۰    | تیم ملی فوتبال بلاروس    | |
| ۲۸ مه ۲۰۱۶     | بازی دوستانه                                       | لس آنجلس | تیم ملی فوتبال گواتمالا   | ۱:۷    | ارمنستان                 | هنریخ مخیتاریان (۳۹, ۶۰, ۷۰), ادگار مانوچاریان (۴۵), گقام کادیمیان (۵۰), آرتور سارکیسف (۷۲), زاون بادویان (۸۴) |
| ۱ ژوئن ۲۰۱۶    | بازی دوستانه                                       | لس آنجلس | تیم ملی فوتبال السالوادور | ۰:۴    | ارمنستان                 | García ۲' (گل‌به‌خودی), هوهانس هامابارتسومیان ۸', تیگران بارسقیان ۶۸', گقام کادیمیان ۷۵'                         |
| ۴ سپتامبر ۲۰۱۶ | مرحله مقدماتی جام جهانی فوتبال ۲۰۱۸ – گروه E اروپا | کپنهاگ   | تیم ملی فوتبال دانمارک    | ۱:۰    | ارمنستان                 | |
| ۸ اکتبر ۲۰۱۶   | مرحله مقدماتی جام جهانی فوتبال ۲۰۱۸ – گروه E اروپا | ایروان   | ارمنستان                  | ۰:۵    | تیم ملی فوتبال رومانی    | |
| ۱۱ اکتبر ۲۰۱۶  | مرحله مقدماتی جام جهانی فوتبال ۲۰۱۸ – گروه E اروپا | ورشو     | تیم ملی فوتبال لهستان     | ۲:۱    | ارمنستان                 | مارکوس پیزلی ۵۰'                                                                                               |
| ۱۱ نوامبر ۲۰۱۶ | مرحله مقدماتی جام جهانی فوتبال ۲۰۱۸ – گروه E اروپا | ایروان   | تیم ملی فوتبال ارمنستان   | ۳:۲    | تیم ملی فوتبال مونته‌نگرو | آرداک گریگوریان (بازیکن فوتبال) ۵۰', وارازداد هارویان ۷۴', گئورگ قازاریان ۹۰+۴'                                |
|                |                                                    |          |                           |        |                          | |

## ۲۰۱۷
| تاریخ             | رقابت                                              | مکان              | تیم میزبان               | گل زده | تیم میهمان                     | گلزنان تیم ملی ارمنستان                                            |
| ----------------- | -------------------------------------------------- | ----------------- | ------------------------ | ------ | ------------------------------ | ------------------------------------------------------------------ |
| March 26, 2017    | مرحله مقدماتی جام جهانی فوتبال ۲۰۱۸ – گروه E اروپا | ایروان            | ارمنستان                 | ۲:۰    | تیم ملی فوتبال قزاقستان        | هنریخ مخیتاریان، آراز اوزبیلیس                                     |
| June 4, 2017      | بازی دوستانه                                       | ایروان            | تیم ملی فوتبال ارمنستان  | ۵:۰    | تیم ملی فوتبال سنت کیتس و نویس | روسلان کوریان، هنریخ مخیتاریان (۲), آرتور سارکیسف، آرداک یدیگاریان |
| June 10, 2017     | مرحله مقدماتی جام جهانی فوتبال ۲۰۱۸ – گروه E اروپا | پودگوریتسا        | تیم ملی فوتبال مونته‌نگرو | ۴:۱    | ارمنستان                       | روسلان کوریان                                                      |
| September 1, 2017 | مرحله مقدماتی جام جهانی فوتبال ۲۰۱۸ – گروه E اروپا | بخارست            | تیم ملی فوتبال رومانی    | ۱:۰    | ارمنستان                       |                                                                    |
| September 4, 2017 | مرحله مقدماتی جام جهانی فوتبال ۲۰۱۸ – گروه E اروپا | ایروان            | ارمنستان                 | ۱:۴    | تیم ملی فوتبال دانمارک         | روسلان کوریان                                                      |
| October 5, 2017   | مرحله مقدماتی جام جهانی فوتبال ۲۰۱۸ – گروه E اروپا | ایروان            | ارمنستان                 | ۱:۶    | تیم ملی فوتبال لهستان          | هوهانس هامبارتسومیان                                               |
| October 8, 2017   | مرحله مقدماتی جام جهانی فوتبال ۲۰۱۸ – گروه E اروپا | آستانه (قزاقستان) | تیم ملی فوتبال قزاقستان  | ۱:۱    | ارمنستان                       | هنریخ مخیتاریان                                                    |
| November 9, 2017  | بازی دوستانه                                       | ایروان            | تیم ملی فوتبال ارمنستان  | ۴:۱    | تیم ملی فوتبال بلاروس          | آراز اوزبیلیس، هنریخ مخیتاریان، رومیان هوسپیان، اریک وارطانیان     |
| November 13, 2017 | بازی دوستانه                                       | ایروان            | تیم ملی فوتبال ارمنستان  | ۳:۲    | تیم ملی فوتبال قبرس            | هایک ایشخانیان، وارازداد هارویان، هنریخ مخیتاریان                  |

## ۲۰۱۸
| تاریخ             | رقابت                         | مکان            | تیم میزبان                   | گل زده | تیم میهمان                   | گلزنان تیم ملی ارمنستان                                                          |
| ----------------- | ----------------------------- | --------------- | ---------------------------- | ------ | ---------------------------- | -------------------------------------------------------------------------------- |
| March 24, 2018    | بازی دوستانه                  | ایروان          | تیم ملی فوتبال ارمنستان      | ۰:۰    | تیم ملی فوتبال استونی        |                                                                                  |
| March 27, 2018    | بازی دوستانه                  | ایروان          | تیم ملی فوتبال ارمنستان      | ۰:۱    | تیم ملی فوتبال لیتوانی       |                                                                                  |
| May 29, 2018      | بازی دوستانه                  | واتنس           | تیم ملی فوتبال ارمنستان      | ۱:۱    | تیم ملی فوتبال مالت          | ایوان یاگان                                                                      |
| June 4, 2018      | بازی دوستانه                  | کماتن این تیرول | تیم ملی فوتبال ارمنستان      | ۰:۰    | تیم ملی فوتبال مولداوی       |                                                                                  |
| September 6, 2018 | 2018–19 UEFA Nations League D | ایروان          | تیم ملی فوتبال ارمنستان      | ۲:۱    | تیم ملی فوتبال لیختن‌اشتاین   | مارکوس پیزلی، تیگران بارسقیان                                                    |
| September 9, 2018 | 2018–19 UEFA Nations League D | اسکوپیه         | تیم ملی فوتبال مقدونیه شمالی | ۲:۰    | تیم ملی فوتبال ارمنستان      |                                                                                  |
| October 13, 2018  | 2018–19 UEFA Nations League D | ایروان          | تیم ملی فوتبال ارمنستان      | ۰:۱    | تیم ملی فوتبال جبل‌الطارق     |                                                                                  |
| October 16, 2018  | 2018–19 UEFA Nations League D | ایروان          | تیم ملی فوتبال ارمنستان      | ۴:۰    | تیم ملی فوتبال مقدونیه شمالی | مارکوس پیزلی، یورا موسیسیان، گئورگ قازاریان (زاده ۱۹۸۸ (میلادی), هنریخ مخیتاریان |
| November 16, 2018 | 2018–19 UEFA Nations League D | جبل‌الطارق       | تیم ملی فوتبال جبل‌الطارق     | ۲:۶    | تیم ملی فوتبال ارمنستان      | یورا موسیسیان (۴), آرتور کارتاشیان، آلکساندر کاراپتیان (بازیکن فوتبال)           |
| November 19, 2018 | 2018–19 UEFA Nations League D | فادوتس          | تیم ملی فوتبال لیختن‌اشتاین   | ۲:۲    | تیم ملی فوتبال ارمنستان      | سارگیس آدامیان، آلکساندر کاراپتیان (بازیکن فوتبال)                               |

## ۲۰۱۹
| تاریخ             | رقابت                             | مکان    | تیم میزبان                     | گل زده | تیم میهمان                     | گلزنان تیم ملی ارمنستان                                                                 |
| ----------------- | --------------------------------- | ------- | ------------------------------ | ------ | ------------------------------ | --------------------------------------------------------------------------------------- |
| March 23, 2019    | UEFA Euro 2020 qualifying Group J | سارایوو | تیم ملی فوتبال بوسنی و هرزگوین | ۲:۱    | تیم ملی فوتبال ارمنستان        | هنریخ مخیتاریان                                                                         |
| March 26, 2019    | UEFA Euro 2020 qualifying Group J | ایروان  | تیم ملی فوتبال ارمنستان        | ۰:۲    | تیم ملی فوتبال فنلاند          |                                                                                         |
| June 8, 2019      | UEFA Euro 2020 qualifying Group J | ایروان  | تیم ملی فوتبال ارمنستان        | ۳:۰    | تیم ملی فوتبال لیختن‌اشتاین     | گئورگ قازاریان (زاده ۱۹۸۸ (میلادی), آلکساندر کاراپتیان (بازیکن فوتبال), تیگران بارسقیان |
| June 11, 2019     | UEFA Euro 2020 qualifying Group J | آتن     | تیم ملی فوتبال یونان           | ۲:۳    | تیم ملی فوتبال ارمنستان        | آلکساندر کاراپتیان (بازیکن فوتبال), گئورگ قازاریان (زاده ۱۹۸۸ (میلادی), تیگران بارسقیان |
| September 5, 2019 | UEFA Euro 2020 qualifying Group J | ایروان  | تیم ملی فوتبال ارمنستان        | ۱:۳    | تیم ملی فوتبال ایتالیا         | آلکساندر کاراپتیان (بازیکن فوتبال)                                                      |
| September 8, 2019 | UEFA Euro 2020 qualifying Group J | ایروان  | تیم ملی فوتبال ارمنستان        | ۴:۲    | تیم ملی فوتبال بوسنی و هرزگوین | هنریخ مخیتاریان (۲), هوهانس هامبارتسومیان، Stjepan Lončar                               |
| October 12, 2019  | UEFA Euro 2020 qualifying Group J | فادوتس  | تیم ملی فوتبال لیختن‌اشتاین     | ۱:۱    | تیم ملی فوتبال ارمنستان        | تیگران بارسقیان                                                                         |
| October 15, 2019  | UEFA Euro 2020 qualifying Group J | تورکو   | تیم ملی فوتبال فنلاند          | ۳:۰    | تیم ملی فوتبال ارمنستان        |                                                                                         |
| November 15, 2019 | UEFA Euro 2020 qualifying Group J | ایروان  | تیم ملی فوتبال ارمنستان        | ۰:۱    | تیم ملی فوتبال یونان           |                                                                                         |
| November 18, 2019 | UEFA Euro 2020 qualifying Group J | پالرمو  | تیم ملی فوتبال ایتالیا         | ۹:۱    | تیم ملی فوتبال ارمنستان        | ادگار بابایان                                                                           |